# Comuna Stepne, Iampil
Stepne (în ucraineană Степне) este o comună în raionul Iampil, regiunea Sumî, Ucraina, formată din satele Feofilivka, Maiske și Stepne (reședința).

## Demografie
Componența lingvistică a comunei Stepne
     Ucraineană (88,35%)
     Rusă (11,65%)
Conform recensământului din 2001, majoritatea populației comunei Stepne era vorbitoare de ucraineană (88,35%), existând în minoritate și vorbitori de rusă (11,65%).